# Neporotowe
Neporotowe (ukr. Непоротове) – wieś na Ukrainie, w obwodzie czerniowieckim, w rejonie dniestrzańskim, w hromadzie Sokiriany, nad Dniestrem. W 2001 roku liczyła 121 mieszkańców.